# 卡爾卡區

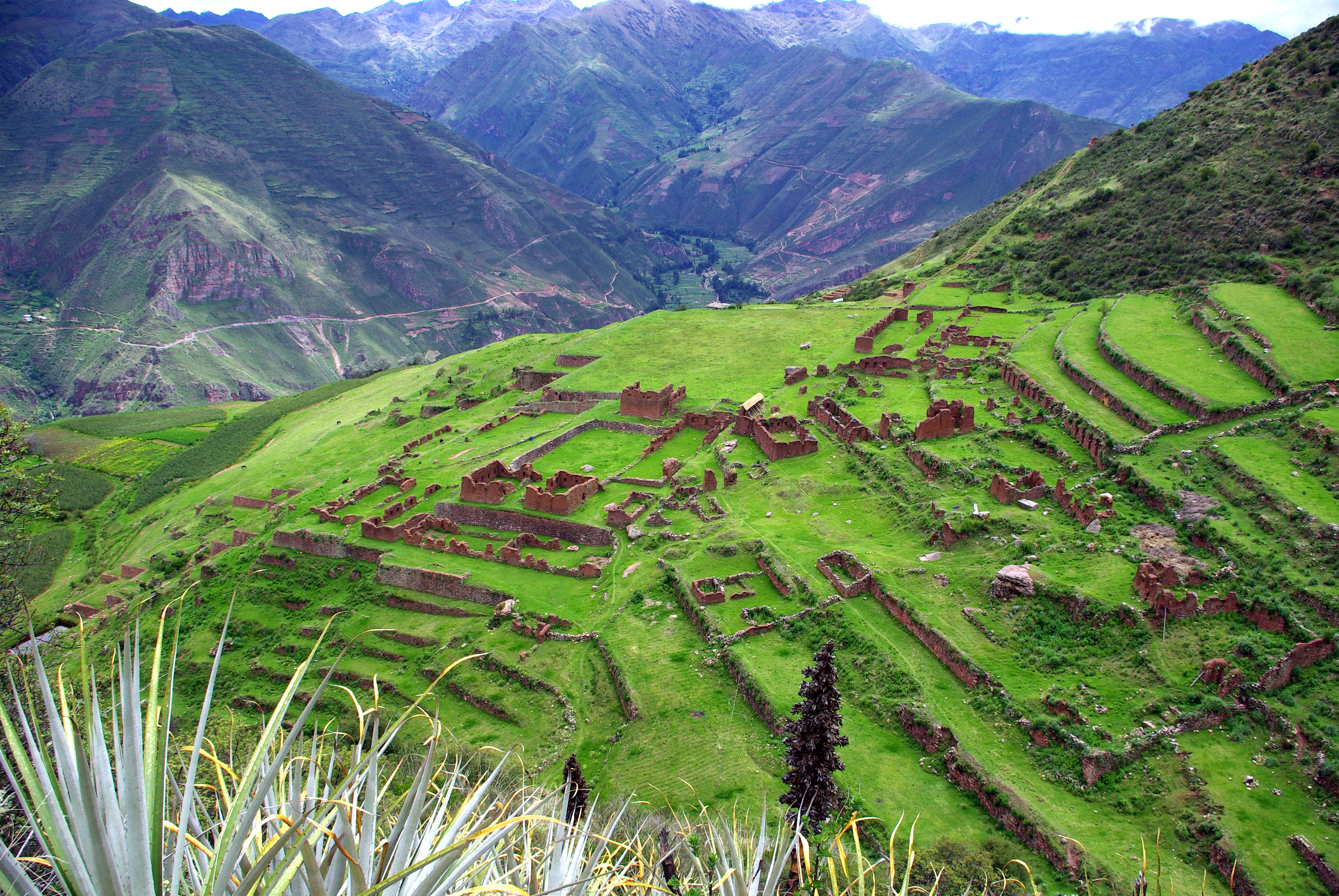

卡爾卡區（西班牙語：Distrito de Calca），是秘魯的一個區，位於該國南部庫斯科大區的卡爾卡省，始建於1825年6月21日，面積311.01平方公里，海拔高度2,928米，2005年人口18,491，人口密度每平方公里59人。